# Acronicta ulmi
Acronicta ulmi là một loài bướm đêm trong họ Noctuidae.